# Chronologie du projet de barrage de Sivens
Pour un article plus général, voir Barrage de Sivens.
La chronologie du projet de barrage de Sivens relate chronologiquement les différents événements associés au projet de barrage de Sivens : des premières études à l'enquête publique, puis la contestation avec divers recours en justice, l'occupation du site et la manifestation du 25 octobre 2014 qui donne lieu à de violents affrontements entre certains activistes et les forces de l'ordre, et aboutit à la mort du manifestant Rémi Fraisse. Ce dramatique événement est suivi de la suspension des travaux et de discussions entre les différents acteurs pour définir les modalités de poursuite ou non du projet de barrage. En juillet 2016, le tribunal administratif annule les autorisations du projet.

Chronologie 1989-2025 du projet de barrage de Sivens.

## Période 1969-1989: projets privés divers
Selon Lucien Lacoste, conseiller municipal de Lisle-sur-Tarn, le tout premier projet est privé et remonte à 1969. Un promoteur souhaitait alors construire un complexe touristique de 2 500 hectares comprenant, entre autres, un grand lac de plus de 3 km de long, un héliport, un hippodrome et diverses structures. Ce projet n’a pas abouti. 
En avril 1976, le conseil général du Tarn achète la forêt de Sivens qui englobe une partie de la vallée du Tescou. Puis en 1978, un deuxième projet de retenue à des fins agricoles lancée par un groupe d’agriculteurs avorte rapidement. Cette idée est relancée en 1983, encadrée cette fois par la chambre d’agriculture, l’Agence de l’eau d’Adour-Garonne et des techniciens de la compagnie d'aménagement des coteaux de Gascogne (CACG) mais, faute de pouvoir pénétrer sur les terrains pour faire des relevés, le projet est une nouvelle fois abandonné.

## Période 1989-2014

### Études préalables (1989-2006)
En 1989 est lancée l'étude de faisabilité de la retenue de Sivens dans sa forme actuelle, conduite par la CACG avec le soutien financier du conseil général du Tarn. De 1999 à 2003, ce dernier apporte également son soutien aux études géotechniques complémentaires et à l’étude d’avant-projet sommaire réalisée par la CACG.
En 2002, le conseil général acquiert la propriété « Métairie neuve » pour constituer un portefeuille foncier pour ce projet.
Le plan de gestion des étiages du Tescou (PGE), qui va servir de référence au projet, est réalisé sous maîtrise d’ouvrage du département de Tarn-et-Garonne en 2003. Il présente trois scénarios possibles de retour à l’équilibre. Ce plan est approuvé par la commission de planification de l’Agence de l’Eau d'Adour-Garonne le 8 décembre 2003, et par le préfet de Tarn-et-Garonne coordonnateur de bassin le 17 mars 2004
En 2002-2004, divers sites de retenue en travers du cours d’eau ont été identifiés. Le site de Sivens est choisi par comparaison avec trois autres sites de barrage en travers du cours d’eau relativement proches, qui n'ont pas été retenus pour des raisons de disponibilité foncière, d'impact sur les milieux naturels et les habitats d'espèces, et enfin d'effets sur les activités humaines.

### 2007

#### Attribution de la concession d'aménagement
Le conseil général du Tarn publie le 10 février 2007 un avis d'appel d'offres pour le choix d'un concessionnaire pour l'aménagement du barrage de Sivens. Le marché, d'une durée de 36 mois à compter de la date d'attribution, porte sur la réalisation de l'opération par le concessionnaire. À ce titre, celui-ci doit d'une part définir dans son offre le montant des travaux de l'ouvrage et le coût de la prestation apportée au concédant (maîtrise d'œuvre, étude d'impact, frais d'acquisition des terrains...), et d'autre part rechercher les différents concours financiers sur fonds publics (Agence de l'eau, État, région, conseils généraux...), sachant que ceux-ci devront être égaux à 80 % du montant total de l'opération (la charge résiduelle imputable au département du Tarn ne devant pas excéder 20 % du montant global de l'opération). Le marché est attribué le 14 septembre 2007 à la compagnie d'aménagement des coteaux de Gascogne pour un montant de 6 000 000 € HT.

#### Entretien du Tescou
Le Syndicat Mixte d’Entretien du Tescou est créé en septembre 2007 et devient fonctionnel à partir de septembre 2008. Il a pour objet la maîtrise d’ouvrage des études et travaux relatifs à la gestion du Tescou et du Tescounet, l'entretien et restauration des berges et du lit et la gestion et surveillance de ces cours d’eau. Il regroupe les communes de Varennes (Tarn-et-Garonne), du Born (Haute-Garonne), de Lisle-sur-Tarn (Tarn), de Gaillac (Tarn), les communautés de communes du Quercy vert (Tarn-et-Garonne), du pays salvagnacois (Tarn), de Vére Grésigne (Tarn) et la Communauté d'agglomération du Grand Montauban  (Tarn-et-Garonne).

### 2008
Le contrat de concession est signé le 4 août 2008,,.
Les différentes études ayant permis de dresser l'état initial du site sont réalisées entre mars et juillet 2008. L'étude de la végétation dans et aux abords de l’emprise du projet est réalisée entre mars et juin 2008, celle des insectes de mai à juillet 2008, des amphibiens entre mars et mai 2008, des reptiles entre avril et juin 2008, des oiseaux entre mars et juin 2008. Une étude hydrologique est réalisée en septembre 2008.
Après analyse de différentes variantes d’implantation intégrant les contraintes environnementales, les études de faisabilité puis d’avant projet concluent en 2008 à la faisabilité d’un projet d'1,5 Mm3.

### 2009
Le 1er décembre 2009, le projet est confirmé dans le schéma directeur d'aménagement et de gestion des eaux (Sdage) du bassin Adour-Garonne. Il fixe en particulier un point nodal
de gestion des débits sur le Tescou, à Saint Nauphary, auquel est affectée la valeur de référence pour le Tescou de 150 l/s en débit objectif d’étiage (DOE) et de 50 l/s en débit de crise.

### 2010
Saisie pour avis le 4 mars 2010 par la DDT, l'Office national de l'eau et des milieux aquatiques (ONEMA) émet un avis sur le projet de barrage le 4 mai 2010 sur le volet milieux aquatiques et zones humides. Il rappelle que le projet est inscrit dans le plan de gestion des étiages et dans le programme de mesures associé à la masse d'eau dans le SDAGE (Pre-1-1-02), mais signale que des éléments nouveaux sont apparus lors des études environnementales conduisant à identifier le bassin du Tescou en tant que milieux « à forts enjeux environnementaux » selon la définition du SDAGE 2010-2015. Considérant que ces éléments ne sont pas suffisamment pris en compte, il émet un avis défavorable, arguant que le projet n'est pas compatible avec plusieurs dispositions du programme de mesures, du SDAGE, mais aussi au regard du code de l'Environnement. Il demande des compléments d'études pour rendre admissible le projet.
Un complément d'étude est ainsi fait en juin 2010 pour mieux caractériser les zones humides selon les exigences de l'arrêté du 24 juin 2008 précisant les critères de définition et de délimitation des zones humides modifié par l'arrêté du 1er octobre 2009  modifiant l’arrêté du 24 juin 2008 précisant les critères de définition et de délimitation des zones humides en application des articles L. 214-7-1 et R. 211-108 du code de l'environnement précisant les critères de définition et de délimitation des zones humides.

### 2011

#### Organisation de la contestation
Si le projet est contesté par certains depuis le début, la contestation se structure à partir de 2011 avec la création, d'abord informelle, du Collectif pour la sauvegarde de la zone humide du Testet. L'objectif de ce collectif est de protéger « la dernière zone humide d’importance du bassin versant du Tescou menacée de destruction » et de dénoncer un projet inadapté, dont le coût environnemental et financier est très élevé, au profit de pratiques agricoles qui, selon le collectif, sont une impasse pour les agriculteurs comme pour la société dans son ensemble. Une des premières manifestations du collectif de sauvegarde de la zone humide du Testet est l'organisation le 23 octobre 2011 d'une randonnée-découverte pour découvrir l'intérêt écologique et paysager du site et affirmer la volonté de le sauvegarder, suivie d'une présence avec banderole dans la gare de Lisle-sur-Tarn le 24 décembre 2011 pour obtenir un rendez-vous avec le président du conseil général en vue de « demander la plus grande transparence sur la tenue et les progrès de ce dossier ».

### 2012

#### Légalisation du collectif d'opposition
Si les actions du collectif d'associations s'opposant au projet de barrage commencent dès début 2011, l'association n'a une existence légale qu'à partir de juin 2012. L'association est déclarée en préfecture le 16 juin 2012 et l'avis de création est publié le 30 juin 2012. L'objet du collectif décrit dans l'avis de publication est de « sauvegarder la zone humide du Testet en tête de bassin de la vallée du Tescou (Tarn) ; promouvoir la restauration d’anciennes zones humides de ce bassin pour leur valorisation et plus largement restaurer la vitalité écologique et la continuité écologique de la rivière et du bassin ; le collectif défend une gestion partagée de l’eau du bassin adaptée à la ressource disponible et non destructrice des écosystèmes ; elle se place dans une logique de développement durable c’est-à-dire d’une économie respectueuse de l’environnement et socialement équitable dans une démarche d’intérêt général ». Le collectif regroupe les cinq associations : la Fédération Départementale de Protection de l’Environnement (UPNET), Lisle environnement, Lisle rando, le Sepra Rabastens et Nature et Progrès.
Le collectif renouvelle ses demandes : avoir connaissance du dossier d'enquête, que l'enquête publique soit déplacée au mois de septembre et qu'un échange contradictoire s'instaure entre ceux qui ont voté le projet et le collectif qui présentera ses arguments

#### Enquête publique
Le 4 mai 2012 le concessionnaire dépose en préfecture pour le compte du conseil général du Tarn, les dossiers de déclaration d'intérêt général et de demande d'autorisation de travaux au titre des articles L214-1 à 214-6 du Code de l'environnement. Une consultation administrative des services de l'État est ensuite diligentée par la direction départementale des territoires (DDT). La DDT émet un avis favorable le 2 juillet 2012, et la DREAL le 9 juillet 2012.
Du lundi 3 septembre au mardi 9 octobre 2012 ont lieu les enquêtes publiques préalables à la déclaration d'utilité publique des travaux et mesures compensatoires, à la cessibilité des terrains et à l'autorisation des travaux sur le territoire des communes de La Sauzière-Saint-Jean, Lisle-sur-Tarn, Montdurausse, Puycelsi, Salvagnac dans le département du Tarn, et de Monclar-de-Quercy dans le département de Tarn-et-Garonne. Le 10 septembre, une réunion d’information et d’échange avec le public est organisée par la commission d’enquête et rassemble environ 250 personnes, divisées entre partisans et opposants au projet. Mettant en parallèle l'ensemble des effets négatifs et positifs du projet, la commission émet le 9 novembre 2012 un avis favorable au projet assorti de réserves, cet avis favorable étant en particulier subordonné à l’avis favorable de la Commission nationale, saisie de la demande de dérogation relative à la destruction d’espèces faunistiques et floristiques protégées.
Le 14 décembre 2012 le conseil départemental de l'environnement et des risques sanitaires et technologiques (CODERST) se prononce à son tour favorablement sur l'aspect loi sur l'eau du projet. Lors de l'examen du projet, il est rappelé que le projet s'inscrit dans les orientations E du schéma directeur d'aménagement et de gestion des eaux (|SDAGE) "maîtriser la gestion quantitative de l'eau dans la perspective du changement climatique" et C "gérer durablement les eaux souterraines, préserver et restaurer les fonctionnalités des milieux aquatiques humides". Certains membres font toutefois observer qu'il parait prématuré de se prononcer avant l'avis du conseil national de protection de la nature (CNPN). Deux membres du CODERST expriment un avis défavorable : l'association de protection de la nature et de la défense de l'environnement (UPNET) et la fédération de la pêche.

### 2013

#### Déclaration de projet et avis divers
Le 17 mai 2013, le conseil général du Tarn vote en commission permanente une déclaration de projet dans laquelle il présente les engagements du département par rapport au projet, en application de la loi du 27 février 2002, dite « loi de démocratie de proximité », qui a créé une nouvelle étape d’information du public sur les projets donnant lieu à enquête publique en raison de leur impact sur l’environnement,. Il confirme ainsi « sa volonté de réaliser les mesures compensatoires adaptées », précise que la réalisation de ce projet s’accompagnera d’un plan d’économie d’eau et de bon usage de l’eau en association avec la profession agricole, et rappelle les objectifs du projet concernant les débits d'étiage, la régulation des prélèvements, la mise en œuvre d'une tarification adaptée et la contribution au Plan Climat Énergie du Tarn.
Diverses instances consultées émettent des avis défavorables : le Conseil scientifique régional du patrimoine naturel le 7 décembre 2012, le Conseil national de la protection de la nature (CNPN) en avril et septembre 2013. Toutefois, ces deux instances n'ayant qu'un rôle consultatif, le projet du barrage est déclaré d'intérêt général par la préfète du Tarn le 3 octobre 2013.
Au vu de l'avis défavorable du Conseil national de la protection de la nature (CNPN), la ministre de l’Écologie Delphine Batho signifie le 5 juin 2013 au préfet du Tarn qu'elle ne l'autorise pas à signer les arrêtés. Par la suite, Delphine Batho étant limogée le 2 juillet 2014, le projet est relancé. Les préfets du Tarn et de Tarn-et-Garonne le jugent finalement recevable, et signent divers arrêtés : de déclaration d'utilité publique (DUP) le 2 octobre 2013, d'autorisation au titre de la Loi sur l'Eau et les Milieux Aquatiques (LEMA) et de déclaration d'intérêt général (DIG) le 3 octobre 2013. La préfète du Tarn, Josiane Chevalier, signe aussi l'arrêté préfectoral « dérogation espèces » le 16 octobre 2013.

#### Recours contentieux
Deux recours sont déposés au tribunal administratif de Toulouse le 15 novembre 2013, dont l’un en référé. Le premier concerne la loi sur l’eau et porte sur l’arrêté préfectoral déclarant le projet « d’intérêt général » et est déposé par le Collectif pour la sauvegarde de la zone humide du Testet auquel se sont associées six associations de défense de l’environnement. Le deuxième recours est déposé contre l'arrêté préfectoral autorisant le prélèvement des espèces protégés .
De leur côté, les pro-barrage ont souhaité réagir pour dénoncer le « terrorisme écologique ». L’association «Eau, vie, Tescou» rappelle que toutes les procédures légales ont été respectées, et que le projet bénéficie du soutien d’une majorité d’élus locaux protégés .
Le premier recours est rejeté par ordonnance du Tribunal administratif de Toulouse le 5 décembre 2013.

#### Occupation du site
En octobre 2013, le groupe d'opposants au projet « Tant qu'il y aura des bouilles » occupe le site. 

### 2014

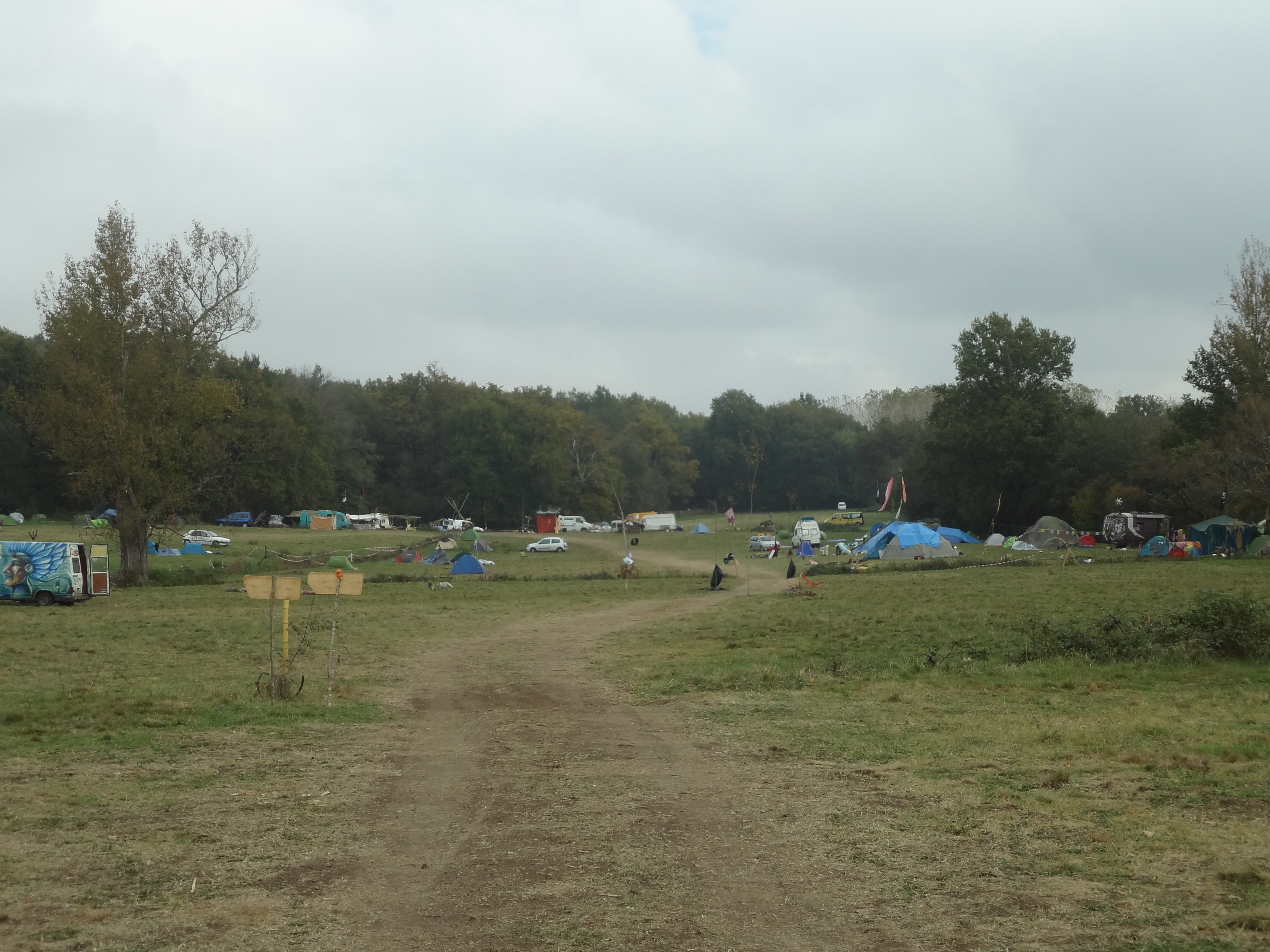
Camp de la Métairie Neuve, sur le haut de la ZAD.

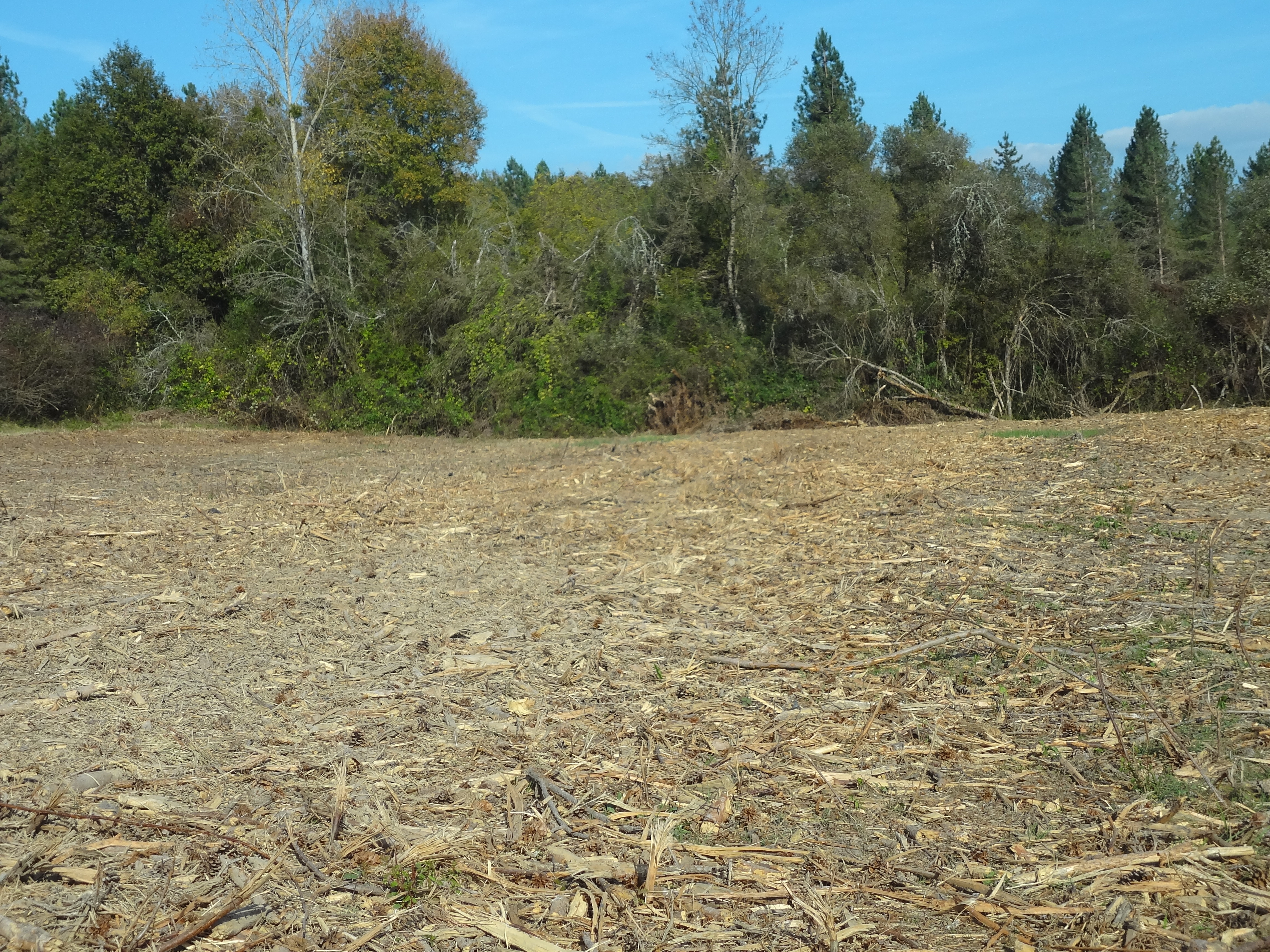
La forêt après le passage des abatteuses en septembre 2014.

#### Mise en œuvre du projet
Le 12 février 2014, le préfet du Tarn autorise la capture des animaux protégés de la zone et le déboisement de celle-ci. Les opposants au barrage sont expulsés le 27 février 2014 par la gendarmerie, après une décision de justice demandée par le conseil général,. Le lendemain, José Bové se rend sur place.
Le 1er septembre 2014, le nouveau préfet du Tarn, Thierry Gentilhomme, prend ses fonctions, soit le premier jour du chantier de déboisement.

#### Durcissement de la contestation
Le 23 janvier 2014 une attaque violente est perpétrée, selon une représentante du collectif «Zone humide du Testet», par une vingtaine de personnes, certaines encagoulées, sur le bâtiment de la Métairie Neuve, propriété du conseil général, occupée depuis plusieurs semaines par les membres du collectif «Tant qu’il y aura des bouilles». Le représentant du collectif «Zone humide du Testet» déplore ces violences mais aussi les occupations de la Métairie neuve.
Une expulsion des opposants « installés illégalement sur le site » a lieu le 26 février 2014 en application d’une ordonnance rendue le 30 janvier 2014 par le président du Tribunal de Grande Instance d’Albi, et à la demande du Conseil général du Tarn, maître d’ouvrage. La préfecture estime de son côté que « cette expulsion doit permettre notamment la réalisation des mesures indispensables de protection de la faune prévues avant le début des travaux [...] que la présence des opposants sur site rendait impossible jusqu’à présent ». Un escadron de gendarmerie mobile est venu épauler la compagnie de Gaillac. Quelques affrontements ont lieu, avec des jets de gaz lacrymogène pour disperser les opposants. L’opération se solde par une interpellation. Une fois l’ensemble du campement nettoyé, et le dispositif des gendarmes levé, une nouvelle occupation du site est engagée.
En avril 2014, diverses actions regroupant 400 personnes sont menées par les opposants sous le terme de « printemps de Sivens », dont la « convergence des marches ». Durant le même mois, plusieurs décisions de justice de la cour d'appel de Toulouse et du Conseil d'État sont en défaveur des opposants au barrage. Le 16 mai 2014 a lieu une autre expulsion d'opposants au barrage.
À la fin du mois d'août 2014, alors que les préparatifs de déboisement commencent, la zone est de nouveau occupée. Des affrontements entre les opposants et les forces de l'ordre ont lieu les 26 et 27 août. Les forces de l'ordre répondent à des jets de pierre par des tirs de gomme-cognes. Selon la journaliste Angélique Négroni du Figaro, les forces de l'ordre auraient également essuyé des jets de cocktails molotov, des bouteilles contenant de l'acide chlorhydrique et des bonbonnes d'essence lors de ces affrontements. 
Trois personnes entament une grève de la faim entre fin août et début septembre, et demandent la publicité du rapport d'experts commandé par Ségolène Royal. Les grévistes prolongent leur grève au-delà d'un seuil qui pourrait entraîner des dommages irréversibles pour l'organisme (40 jours), et sont hospitalisés le 21 octobre, sans avoir été entendus. Selon François Simon, un élu EELV et médecin généraliste qui suit ces grévistes de la faim, les militants « cesseront eux-mêmes la grève de la faim si leur bilan de santé est préoccupant ». La durée de ces grèves de la faim a été de 48 à 53 jours selon les cas.
Les travaux de déboisement commencent le 1er septembre 2014. 
Sur le site-même du barrage sont présents environ 200 opposants (collectif du Testet, collectif Bouille et confédération paysanne) et 130 gendarmes. Une cinquantaine de manifestants se sont également rassemblés devant le siège du conseil général du Tarn à Albi,.
Le 6 septembre, environ 150 opposants manifestent à Albi en soutien aux sept grévistes de la faim.
Le 7 septembre, environ 1 000 personnes dont José Bové manifestent près de la zone déboisée. Le même jour, une structure doit être démontée, après la décision du 5 septembre du tribunal d'instance d'Albi,.
Le 9 septembre, cinq manifestants s'enterrent à mi-buste sur un chemin d'accès au chantier afin d'empêcher l'entrée d'engins de défrichement. Ils sont délogés par les forces de l'ordre,.
Le mardi 9 septembre, 70 opposants investissent l'hôtel du Conseil général à Albi pour demander un moratoire sur les travaux. Le bâtiment subit diverses dégradations et tags durant son occupation et son évacuation musclée par les forces de police. Le responsable du SDRT (ex-Renseignements généraux) a le nez cassé par un coup de tête d'un quinquagénaire,,,. Dans son évacuation sans ménagement, la police malmène des journalistes, leur arrache leur matériel ; un conseiller régional en écharpe, Guillaume Cros est « molesté, insulté » et jeté dans les escaliers. Certains manifestants sont matraqués à terre. Thierry Carcenac alors en déplacement à Paris réagit dans un communiqué : « Le conseil général du Tarn a été la scène d’une rare violence ce matin, vers 10h 30. Une quarantaine d’opposants à la retenue de Sivens ont en effet pris d’assaut les lieux, par la force, détruisant tout ce qui était à leur portée, et s’en prenant avec une rare brutalité au personnel du conseil général présent sur les lieux. […] Le personnel présent, particulièrement choqué, a assisté à des scènes de vandalisme perpétrées par certains opposants se revendiquant comme anarchistes. ». 
Le même jour, José Bové, Jean-Luc Mélenchon et des élus locaux s'expriment en parallèle contre le barrage dans une lettre ouverte au président du conseil général du Tarn.
Le 20 septembre marque la fin du déboisement,.
Le 29 septembre, alors que des travaux de décapage du site devaient être effectués, des affrontements entre les opposants du barrage et les gendarmes mobiles ont lieu lors de l'évacuation d'une vingtaine d'opposants par les forces de l'ordre, avec des jets de cocktails molotov, de bouteilles d'acide, des tirs de gomme-cognes et de gaz lacrymogènes,,.
Le 20 octobre, Cécile Duflot et Noël Mamère se rendent sur le site pour soutenir les opposants au barrage.

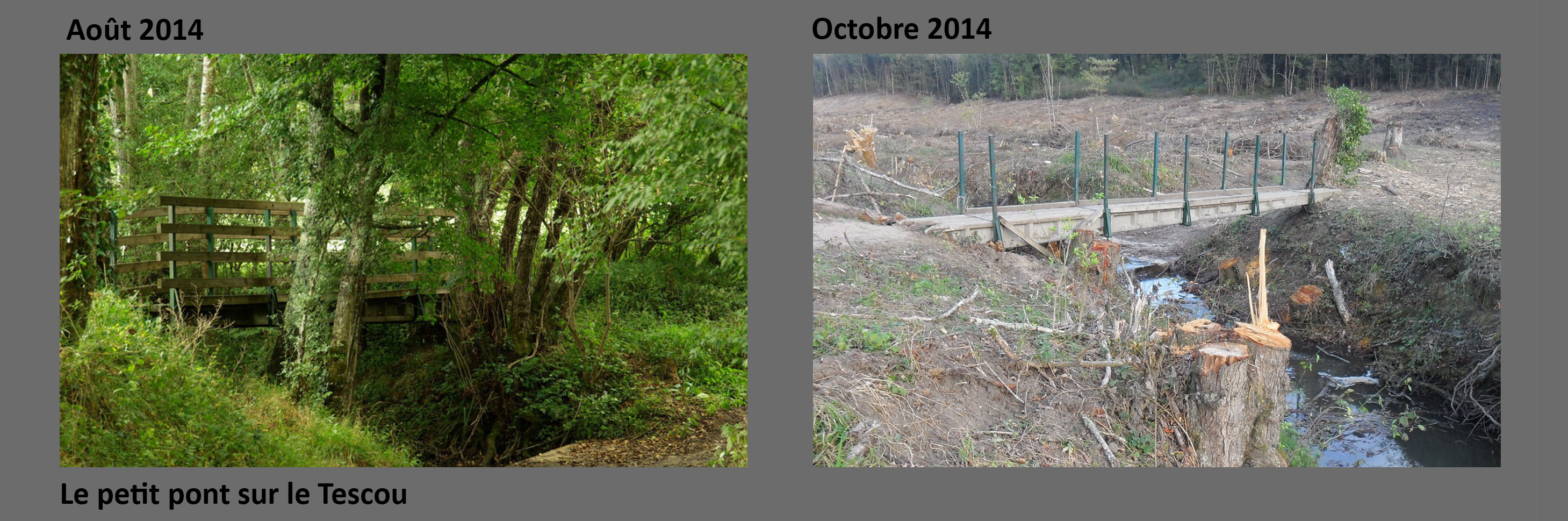
Le petit pont du Testet permet le franchissement du Tescou par le sentier de randonnée (GR de pays) : ici en août 2014 avant les travaux de déboisement et en octobre après déboisement.

#### Rapport d'expertise

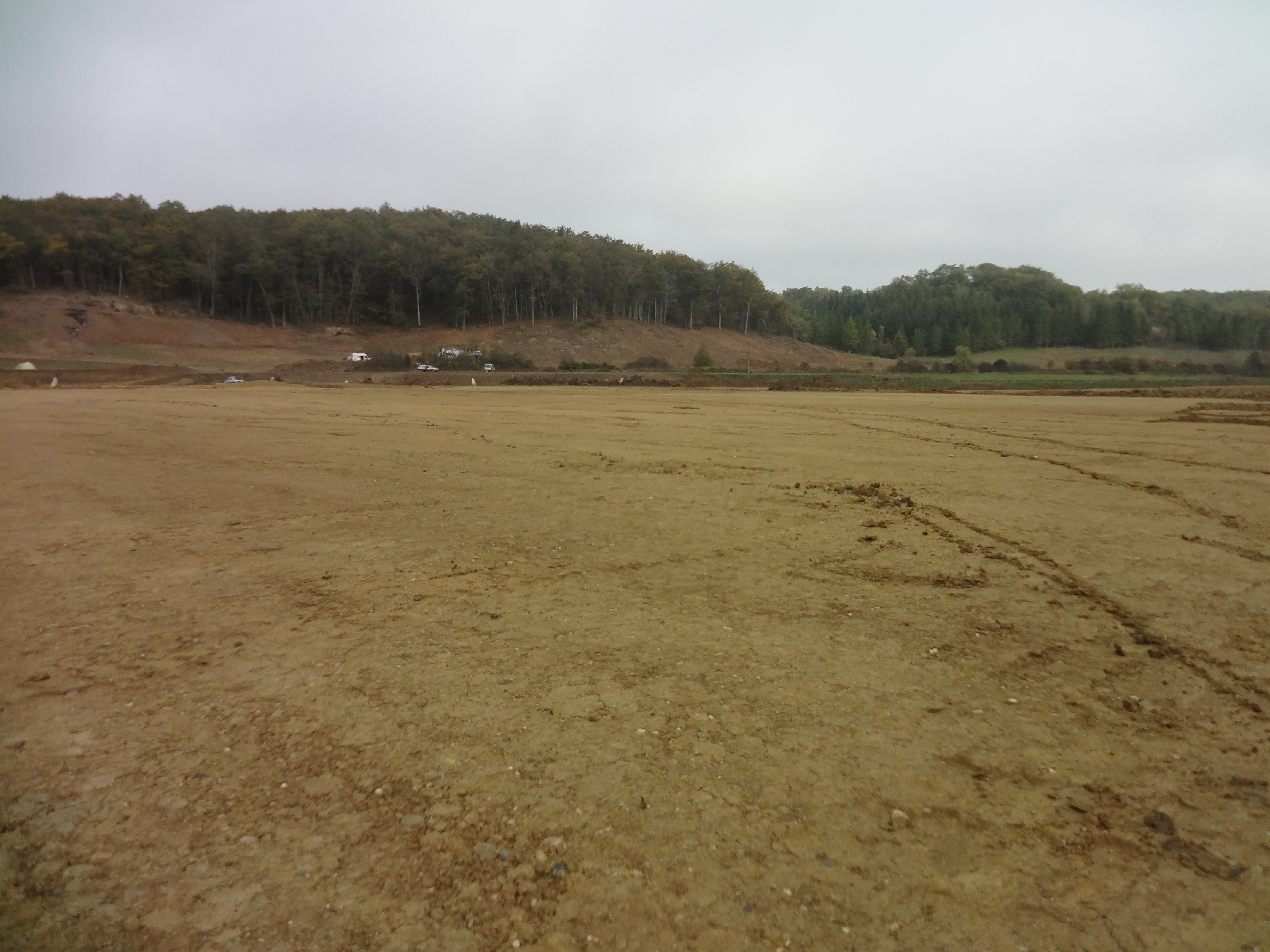
Terrassements du chantier au 2 novembre 2014.

Le 8 septembre 2014, Ségolène Royal, ministre de l'Écologie, du Développement durable et de l'Énergie, nomme une mission d’expertise pour favoriser le dialogue et vérifier les garanties d’une gestion durable de la ressource en eau. Cette mission, composée de deux ingénieurs généraux des ponts, eaux et des forêts, est chargée d'évaluer le projet et de s'assurer que celui-ci permette de « concilier la sécurisation d’une activité agricole raisonnée et la préservation de la ressource aquatique et des milieux naturels ». La lettre de mission est signée le 29 septembre 2014.
Ce rapport, très critique vis-à-vis du projet et préconisant plusieurs améliorations, est remis à Ségolène Royal le 27 octobre. Pour les deux ingénieurs, le projet est surdimensionné avec une retenue d'eau d'1,5 million de m3 dont 726 000 m3 pour l'irrigation alors que 448 000 de m3 seraient suffisants. Cette erreur d'analyse aurait pour origine une méconnaissance de l'évolution des pratiques agricoles dans le secteur. Par ailleurs, le projet du barrage a pour origine le plan de gestion des étiages. Ce document est conçu uniquement par des agents de l’administration et des chambres d’agriculture et il ne fait pas l'objet d'une consultation du public. De facto, ces documents défendent les seuls agriculteurs et non l'ensemble des usagers de l'eau. Les deux auteurs préconisent donc d'élaborer un schéma d'aménagement et de gestion des eaux (SAGE) permettant d'associer tous les usagers et pas uniquement les agriculteurs. Les experts regrettent que la décision d'un barrage à cet endroit ait été privilégiée « sans réelle analyse des solutions alternatives possibles ». Ils estiment que le coût de 8,4 millions d'euros hors taxe est très élevé, au regard de la quantité d'eau stockée. Ils estiment qu'il existe une véritable pénurie d'eau dans cette zone et que les solutions à mettre en œuvre doivent permettre de « maintenir une activité satisfaisante sur le territoire ».
Les deux experts rappellent que la décision de l’arrêt du chantier relève exclusivement du conseil général. Ils considèrent qu'il est difficile d’y procéder, au regard de l'avancement des travaux et des « engagements locaux et régionaux pris avec la profession agricole ». Ils proposent une amélioration du projet, afin d’assurer sa conformité avec les « règles de financement en agriculture ».
Le 4 novembre, la ministre Ségolène Royal réunit les élus locaux, les représentants des services de l’État, des associations et de la profession agricole pour trouver une solution au conflit autour du barrage de Sivens.

#### Manifestation des 25 et 26 octobre 2014 et mort de Rémi Fraisse
La coordination des opposants au barrage de Sivens lance un appel à un grand rassemblement sur site le 25 octobre. Après la venue lundi de Cécile Duflot et Noël Mamère venus apporter le 21 octobre leurs soutiens aux manifestants, diverses personnalités viennent sur le site le 25 octobre parmi lesquelles José Bové (député européen d'EELV et syndicaliste de la Confédération paysanne), Pascal Durand (député européen d'EELV) et Jean-Luc Mélenchon (député européen du Parti de gauche),.
En prévision du rassemblement, la préfecture fait évacuer le chantier ainsi que tout le matériel. Les gendarmes mobiles présents pour protéger le chantier sont retirés. Ne restent sur place qu'une cabane de chantier et un générateur électrique équipé de projecteurs, gardés par trois vigiles. Dans la nuit du 24 au 25, « un groupe d'une trentaine de personnes » incendie cette cabane et ce générateur, ce qui provoque probablement le retour des forces de l'ordre,. La gendarmerie revient donc sur le site alors que les CRS se retirent eux à 18 heures. Selon la journaliste Louise Fessard, dans l'après-midi, plusieurs centaines de policiers antiémeutes sont présents sur le chantier, malgré la promesse du préfet : un policier syndiqué s'étonne de cette présence alors « qu'il n'y avait ni risque ni d'atteinte aux biens ou aux personnes », un haut fonctionnaire relèvant que cette zone était loin d'être vitale. Selon le commandant du groupement de gendarmerie du Tarn, 2 000 personnes manifestaient pacifiquement quand « 100 à 150 anarchistes encagoulés et tout de noir vêtus [qui] ont jeté des engins incendiaires » sur les forces de l'ordre. Cette zone déserte est alors transformée en zone de guérilla, le tout alors que la nuit est tombée.
L'affrontement est violent. Aux jets de cocktails Molotov et de pierres, les gendarmes retranchés dans un enclos grillagé répliquent avec des gaz lacrymogènes et des grenades assourdissantes . Selon Mediapart, plus de 700 grenades de tous types dont 42 grenades offensives « OF F1 » auraient été tirées, alors que le directeur général de la gendarmerie nationale Denis Favier n’évoque que 23 grenades « OF F1 »). 
Vers deux heures du matin, une grenade offensive atteint un militant, Rémi Fraisse, qui est tué sur le coup par l’explosion. L'autopsie indique que Rémi Fraisse est mort de plaies importantes au dos, causées par une explosion de trinitrotoluène (TNT). Le 28 octobre Claude Derens, le procureur d'Albi, après avoir dans un premier temps refusé de confirmer l'hypothèse d'une grenade lancée par les forces de l'ordre, évoquée dans la presse, reconnaît que l'enquête est orientée vers une grenade offensive projetée par les forces de l'ordre. L’avocat de la famille de Rémi Fraisse confirme le 28 octobre avoir déposé deux plaintes: l'une pour « homicide volontaire » et l'autre pour « violences ayant entraîné la mort sans intention de la donner ». Le procureur d'Albi se dessaisit du dossier au profit du parquet de Toulouse, compétent pour les affaires touchant au domaine militaire, qui ouvre le 29 octobre une information judiciaire contre X au motif : « violences volontaires ayant entraîné la mort sans intention de la donner, faits commis par une personne dépositaire de l'autorité publique dans l'exercice de ses fonctions ».
Le Défenseur des droits Jacques Toubon annonce de son côté avoir décidé de se saisir d'office « de la mort de ce jeune homme », en tant qu'autorité indépendante.

#### 31 octobre 2014: Suspension des travaux
Le 31 octobre, et après avoir adressé ses « condoléances attristées à la famille et aux amis de Rémi Fraisse », le président du conseil général du Tarn « [prend] acte de l’impossibilité de poursuivre toute activité liée au déroulement du chantier sur le site de Sivens » sans toutefois envisager un arrêt des travaux. Ben Lefetey, du collectif des Bouilles, souhaite que cette suspension dure au moins jusqu'à 2015, temps qu'il estime nécessaire au départ des éléments les plus radicaux de la ZAD.

## Période postérieure au 31 octobre 2014

### Novembre-décembre 2014

#### Nouvelles manifestations
À la mémoire de Rémi Fraisse ou contre les violences policières, de nombreuses manifestations sont organisées en France : des dizaines de manifestations le jour-même de l'annonce de sa mort ou le lendemain dans les grandes agglomérations comme Paris, Lille, Nantes, Toulouse, mais aussi dans de petites villes comme Forcalquier et à l'étranger.
Certaines violences ont lieu au cours de plusieurs d'entre elles, avec destructions et affrontements avec les forces de l'ordre provoquant des blessés de part et d'autre. Ainsi à Nantes, selon la préfecture, au moins six personnes ont été blessées le 1er novembre ; deux policiers ont été légèrement blessés notamment un à la main par une bouteille contenant de l'acide et cinq manifestants par des coups de matraques, des éclats de grenades de désencerclement ou des tirs de gomme-cognes,. Le web-journal écologiste Reporterre publie des photographies de personnes qui seraient selon lui des policiers déguisés en casseurs et Olivier Besancenot s'appuie sur ces photos pour accuser les forces de police de se déguiser en casseurs, afin de favoriser des violences lors de ces manifestations[pertinence contestée].
Le 5 novembre, les syndicats de la Fédération nationale des syndicats d'exploitants agricoles (FNSEA) et des Jeunes agriculteurs (JA) appelaient à manifester, principalement pour contester les réglementations sur les nitrates. La question du barrage de Sivens a été ajoutée à ce programme de manière non officielle,,,, environ 3 000 agriculteurs manifestent à Toulouse avec des banderoles favorables à la réalisation du barrage de Sivens,.
Le 6 et 7 novembre, à l'appel de la Fédération indépendante et démocratique lycéenne (FIDL), 29 lycées de Paris et de Seine-Saint Denis se mettent en grève et 15 sont totalement bloqués, mais l'appel n'a pas d'écho national. Najat Vallaud-Belkacem, ministre de l'Éducation nationale, dit comprendre « l'émotion sincère qui est la leur face à cette tragédie » et appelle au calme.
Le 8 novembre 2014, une manifestation lancée par le groupe Testet a lieu à Toulouse malgré son interdiction par le préfet le 7 novembre 2014. Dans un climat peu apaisé, de nombreux heurts ont lieu entre manifestants et forces de l'ordre. D'autres manifestations contre les « violences policières » ont lieu également le 8 novembre à Paris, Rennes et Notre-Dame-des-Landes. À la suite de la manifestation à Toulouse, 21 personnes ont été interpellées et 17 sont maintenues en garde à vue le dimanche 9 novembre. Le même jour, à l'appel du Nouveau Parti anticapitaliste, une nouvelle manifestation est prévue à Toulouse dans l'après-midi pour soutenir les interpellés et demander leur libération. Le 10 novembre, le tribunal correctionnel de Toulouse a jugé et condamné à des peines de prison cinq manifestants opposants au barrage de Sivens.
Le 15 novembre, une manifestation en faveur du barrage a lieu à Albi. Les organisateurs, l'association « Tarn Ruralité » et « Eau, vie Tescou », les syndicats agricoles FNSEA et la Coordination rurale et l'Association des maires et des élus du Tarn ont souhaité faire de cette manifestation un plaidoyer « pour le respect des décisions des élus », contre « les occupants illégaux » du site de Sivens. Toutefois, 180 élus tarnais ont souhaité se désolidariser de ce mouvement en signant un contre-appel pour signifier que les manifestations ne peuvent qu'exacerber les violences qui ont entraîné la mort de Rémi Fraisse, et que seul un débat contradictoire peut permettre une sortie de crise. La manifestation rassemble 2 200 personnes selon la police et 5 000 d'après les organisateurs.
De nouvelles manifestations ont lieu le 22 novembre dans une vingtaine de villes françaises pour dénoncer les violences policières. D'abord lancé à l'initiative de comités opposés au projet d'aéroport de Notre-Dame-des-Landes, près de Nantes, l'appel est ensuite élargi à toute la France. À Toulouse, une première manifestation très calme à l'appel de partis de gauche (EELV, PCF, PG, NPA) et d'organisations syndicales, rassemble entre 300 et 600 personnes. Elle est suivie par une deuxième qui donne lieu à quelques incidents. À Paris, une centaine de personnes se réunissent à l'appel de plusieurs collectifs. À Brest, une trentaine de personnes sont rassemblées devant la mairie. À Nantes a lieu le rassemblement le plus important avec environ 1 200 personnes selon la préfecture de Loire-Atlantique, et qui donne aussi lieu à des incidents et des interpellations,.

#### Recours contentieux et judiciaires
La Commission européenne annonce le 26 novembre qu’elle ouvre une procédure d'infraction contre la France pour non-respect de la législation européenne arguant que « sur la base des informations dont elle dispose, les autorités françaises ont lancé le projet nonobstant la détérioration de l'état écologique de la masse d'eau qu'il est susceptible d'entraîner ».

#### Mission de conciliation et suite du projet
À la suite de la communication du rapport d'expertise, Ségolène Royal, ministre de l'Écologie, du Développement durable et de l'Énergie indique « il faut que l'on trouve une solution qui justifie l'engagement des fonds publics et européens sur des ouvrages comme ceux-là » et convoque une réunion sur ce dossier le 4 novembre. Elle déclare également que le projet est une erreur et que le conseil général a commis des erreurs dans la gestion du conflit. À l'issue de la réunion du 4, elle appelle à une évacuation du site, le barrage devant se faire même si des aménagements du projet seront retenus. Manuel Valls, Premier ministre préconise de redimensionner le projet afin de tenir compte des avis des experts.
La mission d'expertise reçoit le 4 novembre 2014 de Ségolène Royal le mandat de poursuivre le dialogue avec l'ensemble des acteurs pour élaborer une solution « en réfléchissant à un projet de territoire ». Un premier groupe de travail se réunit le 13 novembre à la Préfecture du Tarn et permet d’établir une méthode et un calendrier de travail. Trois réunions de travail complémentaires doivent permettre d'arriver à un "constat partagé" avant la fin de l'année. À l'issue de la réunion, les ingénieurs de la mission déclarent qu'au-delà des cinq scénarios du rapport d'expertise dont chacun peut avoir sa propre évaluation, d'autres solutions seront examinées : des anciennes écartées par le concepteur et des nouvelles suggérées dans le rapport ou en séance. Une deuxième réunion de travail se tient le 24 novembre à la préfecture du Tarn, à Albi, en présence des experts, des pro et antibarrage, pour dénouer la crise. Deux autres réunions sont encore prévues d'ici le 19 décembre.
Le rapport d'enquête de l'Inspection générale de la gendarmerie nationale (IGGN), demandé par le ministre de l'intérieur Bernard Cazeneuve et reçu le 2 décembre, « a été transmis à la justice pour être versé à la procédure judiciaire en cours ». L'objectif de l'enquête était de définir les conditions dans lesquelles « les opérations de maintien de l'ordre avaient été conçues, conduites et exécutées depuis fin août » et d'estimer « le respect des procédures d'engagement et la conformité à la déontologie ». Ce rapport conclut qu'il n'existe pas d'éléments probants caractérisant une « faute professionnelle » concernant la mort de Rémi Fraisse. Le directeur de l'IGGN déclare qu'« il reviendra à l'enquête judiciaire de déterminer l'exacte responsabilité et le degré de responsabilité imputable au lanceur » de la grenade offensive.

#### Vers une nouvelle démocratie participative?
Dans son discours inaugural de la Conférence environnementale, le 27 novembre 2014, un rendez-vous annuel institué par le chef de l’État en 2012, cinq ans après le Grenelle de l’environnement, avec l’ambition de « faire de la France la nation de l’excellence environnementale », le président de la République qualifie la mort du jeune militant Rémi Fraisse de « drame pour sa famille et pour la nation » dont il veut tirer toutes les conséquences, y compris au niveau des règles de concertation. Il annonce ainsi le lancement d’un chantier pour promouvoir un nouveau modèle de « démocratie participative ».
Pour explorer de nouveaux modes d’association des citoyens à l’élaboration de projets, François Hollande donne mission au Conseil national de la transition écologique de faire des propositions de réforme d’ici six mois afin que « les mauvais projets soient arrêtés rapidement, et les bons accélérés ». Il prône par ailleurs, dans les situations de blocage, le recours à des référendums locaux, qui valent « toujours mieux que le fait accompli ou que l’enlisement ». Le Président propose de construire une plateforme informatique où toutes les données, les variantes et les caractéristiques d’un projet puissent être consultées en toute transparence.

#### Enquête parlementaire
Le 3 décembre 2014, au lendemain de la publication du rapport de l'Inspection générale de la gendarmerie, l'Assemblée Nationale décide de l'ouverture d'une commission d'enquête parlementaire « relative aux missions et modalités du maintien de l'ordre républicain ». Proposée par les écologistes qui ont usé du droit, dit "de tirage", dont dispose tous les ans chaque groupe d'opposition ou minoritaire à obtenir la constitution d'une commission d'enquête, elle a été acceptée dès lors que les trois cinquièmes des membres de l'Assemblée ne s'y sont pas opposés et à condition que la celle-ci ne porte pas sur des faits faisant l'objet de poursuites judiciaires. Ainsi cette enquête ne peut pas porter directement sur les causes de la mort de Rémi Fraisse, pour laquelle une enquête judiciaire est en cours, mais sur les conditions de l'exercice du maintien de l'ordre en France en regard de ce qui est pratiqué dans les autres pays européens.

### À partir de 2015
Le tribunal administratif de Toulouse a annulé le vendredi 1er juillet 2016 trois arrêtés préfectoraux :la déclaration d’utilité publique (DUP), l’autorisation de défrichement et la dérogation à la loi sur les espèces protégées (la zone humide de Sivens en comportait une centaine). L’État est, de plus, condamné à verser à plusieurs organisations d’opposants requérantes la somme globale de 3 750 euros. La justice ne se prononce pas sur la déclaration d’intérêt général car elle avait déjà été abrogée par l’État, à la suite de l’abandon en 2015 du projet vivement contesté.

#### Ressource en eau dans le bassin Adour-Garonne
- Plan de gestion d'étiage divisionnaire du bassin du Tecsou, septembre 2003, 12 p. (lire en ligne) [PDF]Approuvé par les conseils généraux du Tarn, du Tarn-et-Garonne et de la Haute-Garonne, l'État représenté par la préfète de Tarn-et-Garonne, usagers préleveurs du bassin, agence de l'eau Adour-Garonne

- « Le SDAGE Adour-Garonne 2010-2015 »(Archive.org • Wikiwix • Archive.is • Google • Que faire ?), sur eau-adour-garonne.fr, Agence de l'eau Adour-Garonne, 2009 (consulté le 5 novembre 2014)
- Jean-Alfred Bedel, Philippe Quévremont (membres du CGEDD) et Gérard Degoutte, Gérard Lebourdais, Patrick Hurand (membres du CGAAER), Retenues de stockage d'eau du Bassin Adour-Garonne, Conseil général de l'environnement et du développement durable (CGEDD) - Conseil général de l'alimentation, de l'agriculture et des espaces ruraux (CGAAER), novembre 2011, 189 p. (lire en ligne) [PDF]

- Jean-Baptiste Danel, Conséquences sur les filières agricoles et agroalimentaires de l’atteinte des objectifs quantitatifs de la Directive cadre sur l’eau et du SDAGE dans le bassin Adour-Garonne, Conseil général de l'alimentation, de l'agriculture et des espaces ruraux (CGAAER), décembre 2011, 38 p. (lire en ligne) [PDF]
- Acteon Environnement, Groupe Futuribles, CACG, IRSTEA, Garonne 2050 : une étude prospective sur les besoins et les ressources en eau, à la base d’une stratégie d’adaptation au changement climatique - synthèse, Agence de l'eau Adour-Garonne, 2013, 15 p. (lire en ligne) [PDF] et rapport complet (68 p.) (lire en ligne) [PDF]

#### Le barrage de Sivens
- DREAL Midi-Pyrénées, Avis sur le projet de création de la retenue d'eau de Sivens, 9 juillet 2012, 15 p. (lire en ligne) [PDF]
- CSRPN, Avis du CSRPN à la demande de dérogation dans le cadre de la réalisation des travaux liés à la création d'une retenue d'eau sur la commune de Sivens (bassin du Tecsou), 7 décembre 2012, 2 p. (lire en ligne) [PDF]
- Conseil national de la protection de la nature (CNPN)
  - CNPN, Avis du CNPN sur une demande de dérogation portant sur une(des) espèce(s) soumise(s) au titre 1er du livre IV du code de l'environnement, 16 avril 2013, 6 p. (lire en ligne) [PDF]
  - CNPN, 2e avis du CNPN sur une demande de dérogation portant sur une(des) espèce(s) soumise(s) au titre 1er du livre IV du code de l'environnement, 16 septembre 2013, 1 p. (lire en ligne) [PDF]
- Préfets du Tarn et du Tarn-et-Garonne, Arrêté interdépartemental du 3 octobre 2013 déclarant le projet d'intérêt général et portant prescriptions relatives à la sécurité de la retenue de Sivens, 3 octobre 2013, 36 p. (lire en ligne) [PDF]
- Collectif pour la sauvegarde de la zone humide du Testet, La destruction de la zone humide du Testet : Une décision de l'État français contraire à la Convention de Ramsar, février 2014, 13 p. (lire en ligne) [PDF]
- Nicolas Forray et Pierre Rathouis, Expertise du projet de barrage de Sivens (Tarn), CGEDD, octobre 2014, 57 p. (lire en ligne) [PDF]

#### Rapports d'enquête
- Marc Baudet, Gilles Miramon, Rapport relatif à l'emploi des munitions en opérations de maintien de l'ordre., IGGN, IGPN, 13 novembre 2014, 41 p. (lire en ligne) [PDF]

- Pierre Renault, Marc Betton, Richard Anin, Rapport d'enquête administrative relative à la conduite des opérations de maintien de l'ordre dans le cadre du projet de barrage de Sivens (Tarn)., IGGN, 2 décembre 2014, 45 p. (lire en ligne) [PDF]